# Modulació (telecomunicacions)
|  | Per a altres significats, vegeu «Modulació (música)». |

Ona de baixa freqüència (a dalt) modulant la portadora (les dues de sota) en amplitud (AM, varia l'amplitud) o en freqüència (FM, varia la freqüència).

En telecomunicació el terme modulació engloba el conjunt de tècniques utilitzades per a transportar informació sobre una ona portadora, típicament una ona sinusoidal. Aquestes tècniques permeten un millor aprofitament del canal de comunicació, la qual cosa possibilita transmetre més informació de forma simultània i protegint-la de possibles interferències i sorolls. Bàsicament, la modulació consisteix a fer que un paràmetre de l'ona portadora canviï de valor d'acord amb les variacions del senyal modulador, que és la informació que volem transmetre.
Les modulacions poden ser analògiques o digitals en funció de la naturalesa del senyal modulador. Segons l'American National Standard for Telecommunications, la modulació és el procés, o el resultat del procés, de variar una característica d'una ona portadora d'acord amb un senyal que transporta informació. El propòsit de la modulació és sobreposar senyals a les ones portadores.
Així, un modulador és un dispositiu o circuit que realitza la modulació. Un desmodulador (de vegades detector) és un circuit que realitza desmodulació, l'invers de la modulació. Un mòdem (de modulador–desmodulador), utilitzat en la comunicació bidireccional, pot efectuar ambdues operacions. La banda de freqüència ocupada pel senyal de modulació s'anomena banda base, mentre que la banda de freqüència més alta ocupada per la portadora modulada s'anomena banda de pas.

## Freqüència portadora
Un senyal portador és una ona elèctrica que pot ser modificada en algun dels seus paràmetres pel senyal d'informació (so, imatge o dades) per obtenir un senyal modulat i que es transporta pel canal de comunicacions.
L'ús d'una ona portadora també soluciona molts problemes de circuit, antena, propagació i soroll. Per això, una antena pràctica ha de tenir una mida aproximada a la longitud d'ona de l'ona electromagnètica del senyal que es transmetrà. Si les ones de so es difonguessin directament en forma de senyals electromagnètics, l'antena hauria de tenir més d'un quilòmetre d'alçada. Usant freqüències molt més altes per a la portadora, la mida de l'antena es redueix significativament perquè les freqüències més altes tenen longituds d‟ones més curtes.
Una emissora de ràdio AM normalment té una sèrie de lletres associades: per exemple, KPBS. No obstant això, una forma més pràctica de referir-se a una emissora de ràdio és per la seva freqüència portadora, com ara 101.1 MHz, que és la freqüència amb què s'ha de sintonitzar la ràdio. En el cas de les FM, la freqüència portadora és de 87 a 108 MHz. L'ús de freqüències portadores a les FM ha afegit complexitat en tant que la freqüència portadora canvia amb el salt de freqüència o la seqüència de chipping directa perquè el senyal sigui més immune a la interferència i el soroll. El chipping és el procés consistent a convertir cada bit de dades en una cadena de xips expandida denominada seqüència de chipping. És el mecanisme que permet als dispositius sense fil llegir dades quan es perden porcions de senyal.
El procés de recuperar la informació de les ones portadores s'anomena desmodulació. En essència, és invertir els passos utilitzats per modular les dades. En general, a mesura que els esquemes de transmissió o modulació (compressió) es fan més complexos i la velocitat de transmissió de dades augmenta, la immunitat al soroll es redueix i la cobertura disminueix.

## Tècniques de modulació emprades
Un dels objectius de les comunicacions és utilitzar una freqüència portadora com a freqüència bàsica d'una comunicació, però modificant-la seguint un procés anomenat modulació per codificar la informació a l'ona portadora.
Les formes bàsiques de Modulació són:
- Amplitud

Modulació en Amplitud - Doble banda lateral amb portadora - AM
Doble banda lateral sense portadora - DBL-SP
Banda lateral única - BLU
- Angular

Modulació en Freqüència - FM
Modulació en Fase - PM

### Mètodes de modulació analògica
Aquestes modulacions s'utilitzen per transmetre senyals d'informació analògics, continus en temps i amplitud. En funció del paràmetre de l'ona portadora que modifiquem, tenim diferents tipus de modulacions analògiques:
Modulació d'amplitud
- Amplitud modulada (AM)
- Modulació en doble banda lateral (DSB)
- Modulació en banda lateral única (SSB, ó BLU)
- Modulació en banda lateral vestigial (VSB, VSB-AM, ó BLV)

Quan s'usa el codi Morse per commutar on-off l'ona portadora, no es fa servir el terme 'manipulació d'amplitud', sinó manipulació en ona contínua(CW).
Modulació angular
- Modulació de fase (PM)
- Freqüència modulada (FM)

### Mètodes de modulació digital
Aquests tipus de modulacions s'utilitzen per transmetre informació digital. En aquestes modulacions, el senyal modulador està format per una sèrie de polsos que representen les diferents combinacions que podem tenir en funció dels bits que transmetem en cada un d'aquests polsos o símbols; en el cas més senzill, el cas binari, en què transmetrem un bit en cada pols, tindrem dos tipus de polsos diferents, un per representar un 'zero' lògic, i un altre per representar l'u'.
En la modulació digital, un senyal portador analògic és modulat per un senyal discret. Els mètodes de modulació digital es poden considerar com a conversió de digital a analògic i la corresponent desmodulació o detecció com a conversió d'analògic a digital. Els canvis al senyal portador es trien entre un nombre finit de M símbols alternatius (l′"alfabet de modulació").

Esquema d'un enllaç de dades de 4 bauds i 8 bit/s que conté valors elegits arbitràriament

Un exemple simple: Una línia telefònica està dissenyada per transferir sons audibles, per exemple, tons, i no bits digitals (zeros i uns). Tot i això, els ordinadors poden comunicar-se a través d'una línia telefònica per mitjà de mòdems, que representen els bits digitals per tons, anomenats símbols. Si hi ha quatre símbols alternatius (corresponents a un instrument musical que pot generar quatre tons diferents, un alhora), el primer símbol pot representar la seqüència de bits 00, el segon 01, el tercer 10 i el quart 11. Si el mòdem toca una melodia que consta de 1000 tons per segon, la velocitat de símbols és de 1000 símbols/segon, o 1000 bauds. Atès que cada to (és a dir, símbol) representa un missatge que consta de dos bits digitals en aquest exemple, la taxa de bits és el doble de la taxa de símbols, és a dir, 2000 bits per segon.
Segons una definició de senyal digital, el senyal modulat és un senyal digital. Segons una altra definició, la modulació és una forma de conversió de digital a analògic. La majoria dels llibres de text considerarien els esquemes de modulació digital com una forma de transmissió digital, sinònim de transmissió de dades; molt pocs ho considerarien com a transmissió analògica.
Aquest senyal resultant de la codificació de la informació digital en polsos, es pot transmetre directament en banda base, o bé aplicant-hi alguna tècnica de modulació digital.
Tenim els següents tipus de modulacions digitals:
- Modulació per desplaçament d'amplitud (ASK): Desactiva l'amplitud durant tota la trajectòria
- Modulació per desplaçament de freqüència (FSK): Salta a una freqüència extrema.
- Modulació per desplaçament de fase (PSK): Desplaça la fase 180 graus.
- Modulació per desplaçament d'amplitud i fase (APSK)
- Modulació d'amplitud en quadratura (QAM): s'utilitza un nombre finit d'almenys dues fases i almenys dues amplituds.
- Modulació per divisió ortogonal de freqüència (OFDM), també coneguda com a modulació per multitons discrets (DMT)
- Modulació per longitud d'ona
- Modulació en anell

Quan la OFDM s'utilitza en conjunció amb tècniques de codificació de canal, es denomina Modulació per divisió ortogonal de freqüència codificada (COFDM).
Quan el senyal és una indicació simple on-offa baixa velocitat, la modulació s'anomena manipulació en una transmissió en codi Morse, o bé modulació per desplaçament en una transmissió de radioteletip (RTTY), que pot ser considerada com una forma simple de Modulació per impulsos codificats
La modulació es fa servir sovint en conjunció amb diversos mètodes d'accés de canal.
Altres formes de modulació més complexes són (I / Q), (QFSK), etc.
En el QAM, un senyal en fase (o I, sent un exemple una forma d'ona cosinus) i un senyal de fase en quadratura (o Q, sent un exemple una ona sinusoïdal) es modulen en amplitud amb un nombre finit d'amplituds i després se sumen. Es pot veure com un sistema de dos canals, cada canal usant ASK. El senyal resultant és equivalent a una combinació de PSK i ASK.
En tots els mètodes anteriors, a cadascuna d'aquestes fases, freqüències o amplituds se'ls assigna un patró únic de bits binaris. Normalment cada fase, freqüència o amplitud codifica un nombre igual de bits. Aquest nombre de bits comprèn el “símbol” que està representat per la fase, freqüència o amplitud particular.
Si l'alfabet consta de símbols alternatius {\displaystyle M=2^{N}}, cada símbol representa un missatge que consta de N bits. Si la taxa de símbol (també coneguda com a taxa de bauds) és {\displaystyle f_{S}} símbols/segon (i baudis), la taxa de dades és {\displaystyle Nf_{S}} bit/segon.
Per exemple, amb un alfabet que consta de 16 símbols alternatius, cada símbol representa 4 bits. Per tant, la taxa de dades és quatre vegades la taxa de bauds.
En el cas de PSK, ASK o QAM, on la freqüència portadora del senyal modulat és constant, l'alfabet de modulació sovint es representa convenientment en un diagrama de constel·lació, que mostra l'amplitud del senyal I a l'eix x, i l'amplitud del senyal Q a l'eix i, per a cada símbol.

### Principis de funcionament del modulador i del detector
PSK i ASK, i de vegades també FSK, sovint es generen i detecten fent servir el principi de QAM. Els senyals I i Q es poden combinar en un senyal de valor complex I+jQ (on j és la unitat imaginària). L'anomenat senyal de pas sota equivalent o senyal de banda base equivalent és una representació de valor complex del senyal físic modulat de valor real (l'anomenat senyal de banda de pas o senyal RF).
Aquests són els passos generals utilitzats pel modulador per transmetre dades:
1. Agrupar els bits de dades entrants en paraules clau, una per a cada símbol que es transmetrà.
2. Assignar les paraules clau a atributs, per exemple, amplituds dels senyals I i Q (el senyal de pas sota equivalent), o valors de freqüència o fase.
3. Adaptar forma de pols o algun altre filtratge per limitar l'amplada de banda i formar l'espectre del senyal de pas sota equivalent, generalment usant processament de senyal digital.
4. Realitzar la conversió digital a analògica (DAC) dels senyals I i Q (ja que avui dia tot això s'aconsegueix normalment fent servir processament de senyal digital, DSP).
5. Generar una forma d'ona portadora sinusoïdal d'alta freqüència, i potser també un component de quadratura de cosinus. Dur a terme la modulació, per exemple, multiplicant la forma d'ona del sinus i el cosinus amb els senyals I i Q, cosa que dona com a resultat que el senyal de pas sota equivalent es desplaci en freqüència al senyal de banda de pas modulada o senyal de RF. De vegades, això s'aconsegueix fent servir tecnologia DSP, per exemple síntesi digital directa usant una taula de forma d'ona, en lloc de processament de senyal analògic. En aquest cas, el pas DAC anterior s'ha de fer després d'aquest pas.
6. Amplificació i filtratge de pas de banda analògic per evitar la distorsió harmònica i l'espectre periòdic.

Al costat del receptor, el desmodulador normalment realitza:
1. Filtratge de pas de banda.
2. Control automàtic de guany, AGC (per compensar l'atenuació, per exemple esvaïment).
3. Desplaçament de freqüència del senyal de RF als senyals I i Q de banda base equivalents, o a un senyal de freqüència intermèdia (IF), multiplicant el senyal de RF amb una freqüència d'ona sinusoïdal i cosinus de l'oscil·lador local (consulteu el principi receptor superheterodí).
4. Mostratge i conversió d'analògic a digital (ADC) (de vegades abans o en lloc del punt anterior, per exemple mitjançant undersampling).
5. Filtratge d'equalització, per exemple, un filtre aparellat, compensació per propagació de trajectes múltiples, dispersió de temps, distorsió de fase i esvaïment selectiu de freqüència, per evitar la interferència entre símbols i la distorsió de símbols.
6. Detecció de les amplituds dels senyals I i Q, o de la freqüència o fase del senyal IF.
7. Quantificació de les amplituds, freqüències o fases als valors de símbol permesos més propers.
8. Mapatge de les amplituds, freqüències o fases quantificades a paraules de codi (grups de bits).
9. Conversió de paral·lel a sèrie de les paraules de codi en un flux de bits.
10. Passeu el flux de bits resultant per al seu processament posterior, com l'eliminació de qualsevol codi de correcció d'errors.

Com és comú a tots els sistemes de comunicació digital, el disseny tant del modulador com del desmodulador s'ha de fer simultàniament. Els esquemes de modulació digital són possibles perquè el parell transmissor-receptor té coneixement previ de com es codifiquen i representen les dades al sistema de comunicacions. En tots els sistemes de comunicació digital, tant el modulador al transmissor com el desmodulador al receptor estan estructurats perquè efectuïn operacions inverses.
Els mètodes asincrònics no requereixen un senyal de rellotge de referència del receptor que estigui sincronitzat en fase amb el senyal portador del remitent. En aquest cas, els símbols de modulació (en lloc de bits, caràcters o paquets de dades) es transfereixen asincrònicament. El contrari és modulació síncrona.

## Tipus de modulació
Depenent del paràmetre sobre el qual s'actuï, tenim els diferents tipus de modulació:
- Modulació en doble banda lateral (DSB o DBL)
- Modulació d'amplitud (AM)
- Modulació de fase (PM)
- Modulació de freqüència (FM)
- Modulació banda lateral única (SSB o BLU)
- Modulació de banda lateral vestigial (VSB, VSB-AM, o BLV)
- Modulació d'amplitud en quadratura (QAM)
- Modulació per divisió ortogonal de freqüència (OFDM), també coneguda com el 'Modulació per multitons discret' (DMT)
- Modulació d'Espectre eixamplat per seqüència directa (DSSS)
- Modulació per longitud d'ona
- Modulació en anell

Quan l'OFDM s'usa en conjunció amb tècniques de codificació de canal, s'anomena Modulació per divisió ortogonal de freqüència codificada (COFDM).
També es fan servir tècniques de modulació per impulsos, podent citar entre elles:
- Modulació per impulsos codificats (PCM)
- Modulació per amplària d'impuls (PWM)
- Modulació per durada d'impulsos (PDM)
- Modulació per amplitud d'impulsos (PAM)
- Modulació per posició d'impulsos (PPM)

Quan el senyal és una indicació simple on-off a baixa velocitat, com una transmissió a codi Morse o radioteletip (RTTY), la modulació s'anomena manipulació, modulació per desplaçament, així tenim:
- Modulació per desplaçament d'amplitud (ASK)
- Modulació per desplaçament de freqüència (FSK)
- Modulació per desplaçament de fase (PSK)
- Modulació per desplaçament d'amplitud i fase (APSK o APK)

La transmissió de radioteletip (RTTY) pot ser considerada com una forma simple de Modulació per impulsos codificats
Quan s'usa el codi Morse per commutar on-off l'ona portadora, no s'usa el terme 'manipulació d'amplitud', sinó operació en ona contínua (CW).
La modulació s'usa sovint en conjunció amb diversos mètodes d'accés de canal.
Altres formes de modulació més complexes són (PSK),(QAM),(I/Q),(QFSK),etc.

## Per a més informació
- Roger L. Freeman: Radio System Design for Telecommunications. 3. IEEE, The Institute of Electrical and Electronics Engineers, Nova York 2007, ISBN 978-0-471-75713-9. (anglès)
- Multipliers vs. Modulators Arxivat 2016-03-20 a Wayback Machine. Analog Dialogue, juny 2013 (anglès)